# L'isola di Jeremy
L'isola di Jeremy (Captiva Island) è un film statunitense del 1995 diretto da John Biffar.
È un film commedia per ragazzi con Jesse Zeigler, Amy Bush e George Blair.

## Produzione
Il film, diretto da John Biffar su una sceneggiatura di Bill Schreiber con il soggetto dello stesso John Biffar e di Bill Schreiber, fu prodotto da Michael D. Corbett e Bill Rogers per la Bush Entertainment e girato in Florida.

## Distribuzione
Il film fu distribuito negli Stati Uniti nel 1995 con il titolo Captiva Island. È stato distribuito anche in Germania con il titolo Captiva Island - Ein verrückter Sommer e in Italia con il titolo L'isola di Jeremy.